# Radek Juška
Radek Juška (* 8. března 1993 Hustopeče) je český atlet, skokan do dálky. Na Univerziádě v Tchaj-peji 2017 vytvořil skokem dlouhým 831 cm nový český rekord. Na Halovém mistrovství Evropy v atletice 2015 v Praze vybojoval stříbrnou medaili osobním rekordem 810 cm.
Začínal jako fotbalista v klubu TJ Starovičky, dálce se začal věnovat v Lokomotivě Břeclav pod vedením trenéra Zbyňka Chlumeckého. Na mistrovství světa juniorů v atletice 2012 skončil v kvalifikaci na 24. místě výkonem 711 cm. V roce 2014 se stal seniorským mistrem ČR v dálce výkonem 776 cm. V Innsbrucku 30. května 2015 vylepšil svůj osobní rekord na 815 cm. Skončil druhý za Němcem Fabianem Heinlem na Mistrovství Evropy v atletice do 23 let 2015 v Tallinu, kde skočil rovných osm metrů. Při debutu na Mistrovství světa v atletice 2015 v Pekingu se mu podařilo kvalifikačním výkonem 798 cm postoupit do finále, kde však skočil pouze 757 cm a obsadil celkové 11. místo. Na mistrovství Evropy v atletice 2016 v Amsterdamu měl v kvalifikaci druhý nejlepší pokus 811 cm, ve finále skočil 793 cm a obsadil čtvrté místo (měl stejný výkon jako domácí závodník Ignisious Gaisah, o jehož bronzové medaili rozhodl druhý nejlepší pokus). Reprezentoval ČR na olympiádě 2016, kde v kvalifikaci skočil 784 cm a skončil na třináctém místě, takže mu o jedinou příčku unikl postup do finále.

## Osobní rekordy
- Skok daleký – 831 cm (NR, 2017)